# Haemaphysalis asiatica
Espèce
Haemaphysalis asiatica est une espèce de tique du genre Haemaphysalis décrite par Felice Supino en 1897. Cette tique se trouve dans l'Asie du Sud-Est, et notamment dans le Myanmar, la Thaïlande, le Viêt Nam, dans les provinces chinoises du Yunnan et à Taïwan, en Malaisie, à Sumatra et dans le Kalimantan.
Les adultes parasites de nombreux carnivores, tel la Panthère nébuleuse, tandis que les immatures sont plutôt présents sur les rongeurs et les Scandentia.